# Okruzi Esvatinija
Esvatini (bivši Svazi) je podijeljen u četiri okruga: Hhohho, Lubombo, Manzini i Shiselweni. Svaki okrug je dalje podijeljena na tinkhundlae. Postoji 55 tinkhundla u Eswatiniju i svaki bira jednog predstavnika u Dom skupštine Esvatinija. Tinkhundla su pak podijeljeni na manje umphakatsi.
| Okrug      | Glavni    | Površina (km2) | Populacija (popis 2023.) | Zemljovid |
| ---------- | --------- | -------------- | ------------------------ | --------- |
| Hhohho     | Mbabane   | 3.625,17       | 377.812                  |           |
| Lubombo    | Siteki    | 5.849,11       | 248,594                  |           |
| Manzini    | Manzini   | 4.093,59       | 374,293                  |           |
| Shiselweni | Nhlangano | 3.786,71       | 235,427                  |           |

Manje su administrativne jedinice tinkhundla i umphakatsi.